# Miguel Aguilar
Miguel Aguilar fue un militar mexicano que participó en la Revolución mexicana. Nació en Córdoba, Veracruz, en la última década del siglo XIX. En 1910 se unió al levantamiento armado encabezado por su pariente Cándido Aguilar en el Rancho de San Ricardo. Se mantuvo a su lado en su lucha contra Victoriano Huerta en las filas de la División de Oriente, donde obtuvo el grado de teniente coronel. En 1916 fue designado gobernador provisional del estado de Veracruz.